# Васино (село, Рязанская область)
Васино — село в Путятинском районе Рязанской области, входит в состав Карабухинского сельского поселения.

## Географическое положение
Село расположено в 28 км на юго-запад от центра поселения села Карабухино и в 24 км на юг от райцентра села Путятино.

## История
В XIX — начале XX века село входило в состав Можаровской волости Сапожковского уезда Рязанской губернии. В 1906 году в селе было 93 дворов.
С 1929 года село являлось центром Васинского сельсовета Сапожковского района Рязанского округа Московской области, с 1935 года — в составе Можарского района, с 1937 года — в составе Рязанской области, с 1959 года — в составе Сараевского района, с 1977 года — в составе Путятинского района, с 2005 года — в составе Карабухинского сельского поселения.

## Население
| 1859 | 1897 | 1906 | 2010 |
| ---- | ---- | ---- | ---- |
| 604  | ↗653 | ↗673 | ↘18  |